# Temple paroissial Saint-Antoine-de-Padoue
Le temple paroissial Saint-Antoine-de-Padoue est un temple situé à Soledad en Colombie. Il est classé en tant que monument national colombien depuis la loi no 532 du 5 novembre 1999.